# Aung La Nsang
Aung La Nsang (burmesiska: အောင်လအန်ဆန်း), född 21 maj 1985 i Myitkyina, Kachin, Myanmar, är en myanmarisk/amerikansk MMA-utövare som sedan 2014 tävlar i organisationen ONE FC, 2017–2020 var deras mästare i mellanvikt, och sedan 2018 är deras mästare i lätt tungvikt.

## Bakgrund
Nsang var en skicklig idrottsman i skolan i Yangon redan innan han kom till USA. Dit åkte han som student 2003 för att läsa till agronom vid Andrews University i Berrien Springs i Michigan. Väl där började han träna BJJ och fastnade omedelbart för sporten. 
Myanmar har varit ett oroligt land sedan militärkuppen 1962. Han sökte sig till USA som student under ett eld-upphör i hemlandet, men konflikten i hans hemregion Kachin flammade upp igen 2011 och senare under skolgången sökte och fick han asyl som politisk flykting. Efter examen 2007 försörjde han sig på att resa omkring i USA och arbeta som biodlare, men efter en kortare tid bestämde han sig för att bosätta sig på en plats och fokusera helt på MMA. Han bor numera i Elkridge, MD, USA.

## MMA-karriär

### Tidig karriär
Nsang gjorde sin professionella debut 2005 och även om hans karriär började skakigt med en förlust där matchdoktorn stoppade honom efter bara dryga två minuter i den första ronden, så byggde han snart upp ett gediget rykte som en submissionspecialist på den lokala MMA-scenen. Han fick samtidigt smeknamnet The Burmese Python. Under sin tidiga karriär tävlade han i King of the Cage, Ring of Combat och andra mindre, lokala organisationer. 

### Bellator
Han gick en match under Bellatorflagg 11 maj 2012 på Bellator 68 där han vann mot Jesus Martinez via TKO efter 36 sekunder i den första ronden.

### ONE FC
Han skrev på för ONE FC och debuterade för dem 14 juni 2014 i Jakarta, Indonesien på ONE FC: Era of Champions där han vann mot Mahmoud Salama via KO efter dryga minuten i den första ronden. Cirka två år senare gick han  en match i Yangon, Myanmar där han  18 mars 2016 mötte Mohamed Ali vid ONE Championship: Union of Warriors där han vann via giljotin efter två och en halv minut i första ronden. Med den övertygande segern blev han så gott som omedelbart en hjälte för alla i ett land som har så få människor att se upp till inom sportvärlden. Redan innan han vann mot en erkänd motståndare eller på hemmaplan hade han hunnit bli viral. 2012 när han vann via KO mot Jason Louck på CFFC 17 och efter matcher flaggade med Kachindelstatens flagga så exploderade han på sociala media. Efter det har han varit ena halvan av huvudmatchen, main event, flera gånger på den 35 000 platser stora Thuwunna Stadium i Yangon. 
2017 blev han Myanmars första världsmästare någonsin i en världssport när han besegrade den tidigare mellanviktsmästaren Vitaly Bigdash. Senare samma år träffade han Myanmars statskansler Aung San Suu Kyi för att diskutera situationen i hans hemdelstat Kachin.
Den 23 februari 2018 stoppade han Alexandre Machado via TKO i den första ronden och blev den andre personen (förutom Martin Nguyen) som vunnit titlar i två viktklasser. Mästerskapstitlarna har gjort honom till Myanmars störste idrottsstjärna.
Nsang mötte Brandon Vera vid ONEs Century-gala den 13 oktober 2019 där Vera utmanade Nsang för lätta tungviktstiteln. Det var Nsangs första försvar av sitt lätta tungviktsbälte. Han besegrade Vera via TKO i andra ronden.

## Mästerskap och utmärkelser

### Titlar
- Mellanviktsmästare, ONE FC (2017–2020)
  - Tre titelförsvar mot:

1. Mot  Ken Hasegawa vid ONE FC: Spirit of a Warrior, 29 juni 2018

2. Mot  Mohaammad Karaki vid ONE FC: Pursuit of Greatness, 26 oktober 2018

3. Mot  Ken Hasegawa vid ONE FC: A New Era, 31 mars 2019

- Lätt tungviktsmästare, ONE FC (2018–)
  - Ett titelförsvar mot:

1.  Brandon Vera vid ONE FC: Century Part II, 13 oktober 2019

### Utmärkelser
- 2018 Årets internationella fajter, World MMA Awards

## Militärt erkännande
ÖB:n för Myanmars samlade militära styrkor, Tatmadaw, genom general Min Aung Hlaing författade ett officiellt gratulationsdokument till Nsang där de proklamerade att den Kachinfödde Nsang förkroppsligade den okuvliga myanmariska andan, nationens stolthet. Aung La Nsang bjöds in till försvarsministeriet och förärades där med en summa kontanter som ett bevis på uppskattningen och erkännandet från Myanmars samtliga tre försvarsgrenar.

## Djuren och naturens förkämpe
Nsang är en uttalad beskyddare av landets flora och fauna. Han är en stor vän av Voices for Wildlife, en organisation som grundades för att stoppa tjuvjakten på elefanter i Myanmar men som vidgat sig och numera arbetar för att stoppa all försäljning av djur- och naturprodukter.
Den 9 november 2018 utsågs Nsang till Ambassador for Fighting Wildlife Crime av World Wide Fund for Nature, Myanmar.

## Välgörenhet
Efter att han blivit en stjärna i sitt hemland genom sina framgångar i ONE FC så har Nsang involverat sig i flera välgörenhetsprojekt och försökt använda sin plattform för att hjälpa folket i Myanmar. Han har särskilt engagerat sig i olika utbildningssatsningar som gjorts i landet. Bland annat "Street School Initiative", "Global Citizen" men även andra projekt som rört hans hemdelstat Kachin.

## Tävlingsfacit
| Resultat | Facit     | Motståndare              | Metod                     | Evenemang                            | Datum            | Rond | Tid  | Plats                  | Notering                         |
| -------- | --------- | ------------------------ | ------------------------- | ------------------------------------ | ---------------- | ---- | ---- | ---------------------- | -------------------------------- |
| Förlust  | 0-1       | Emerson Rushing (USA)    | TKO (matchläkaren bryter) | TFC 3                                | 25 mars 2005     | 1    | 2:24 | Hammond, IN, USA       |                                  |
| Vinst    | 1-1       | Halton Flowers (USA)     | KO                        | CF: Champions Factory                | 11 mars 2006     | 1    | n/a  | South Bend, IN, USA    |                                  |
| Vinst    | 2-1       | Noel Gomez (USA)         | Submission (armbar)       | UT: Ultimate Throwdown               | 13 maj 2006      | 1    | 2:25 | Mishawaka, IN, USA     |                                  |
| Vinst    | 3-1       | Steve Lapear (USA)       | KO (slag)                 | Heartland - Ground 'n' Pound         | 7 juni 2006      | 1    | 0:40 | South Bend, IN, USA    |                                  |
| Vinst    | 4-1       | Jason Law (USA)          | Submission                | UFL 2 - United Fight League 2        | 25 augusti 2006  | 1    | n/a  | Indianapolis, IN, USA  |                                  |
| Vinst    | 5-1       | Brandon Griffin (USA)    | Submission (armbar)       | KOTC - Meltdown                      | 7 oktober 2006   | 1    | 0:52 | Indianapolis, IN, USA  |                                  |
| Förlust  | 5-2       | Jim Martens (USA)        | Domslut (enhälligt)       | KOTC: Mass Destruction               | 26 januari 2007  | 2    | 5:00 | Mt. Pleasant, MI, USA  |                                  |
| Vinst    | 6-2       | Erik Brettin (USA)       | KO                        | Heartland: Ground n Pound            | 23 februari 2007 | 1    | 0:18 | South Bend, IN, USA    |                                  |
| Förlust  | 6-3       | Julio Paulino (USA)      | Domslut (enhälligt)       | CFC 1: Cage Fighting Championships 1 | 31 mars 2007     | 3    | 5:00 | USA                    |                                  |
| Vinst    | 7-3       | Shawn McCully (USA)      | Submission (armbar)       | CFC 1: Cage Fighting Championships 1 | 31 mars 2007     | 1    | 0:59 | USA                    |                                  |
| Förlust  | 7-4       | James Lee (USA)          | Submission (heel-hook)    | KOTC: Explosion                      | 15 juni 2007     | 1    | 3:51 | Mt. Pleasant, MI, USA  |                                  |
| Vinst    | 8-4       | Josh Mix (USA)           | Submission (armbar)       | MFL: Michiana Fight League           | 8 augusti 2008   | 1    | 1:03 | South Bend, IN, USA    |                                  |
| Vinst    | 9-4       | Steve Evan Dau (USA)     | Submission (armbar)       | C3: Domination                       | 22 november 2008 | 2    | 1:47 | Hammond, IN, USA       |                                  |
| Vinst    | 10-4      | Chris Price (USA)        | Submission (giljotin)     | C3 - Furious                         | 9 maj 2009       | 1    | 1:37 | Hammond, IN, USA       |                                  |
| Förlust  | 10-5      | Costas Philippou (CYP)   | TKO (slag)                | ROC 33: Ring of Combat 33            | 3 december 2010  | 1    | 0:11 | Atlantic City, NJ, USA |                                  |
| Vinst    | 11-5      | Mitch Whitesel (USA)     | Submission (giljotin)     | ROC 34 - Ring of Combat 34           | 24 februari 2011 | 1    | 3:09 | Atlantic City, NJ, USA |                                  |
| Förlust  | 11-6      | Uriah Hall (USA)         | KO (slag)                 | ROC 35: Ring of Combat 35            | 8 augusti 2011   | 3    | 1:37 | Atlantic City, NJ, USA |                                  |
| Vinst    | 12-6      | Casey Manrique (USA)     | TKO (slag)                | ROC 37: Ring of Combat 37            | 9 september 2011 | 2    | 1:03 | Atlantic City, NJ, USA |                                  |
| Förlust  | 12-7      | Drew Puzon (USA)         | Domslut (enhälligt)       | ROC 38: Ring of Combat 38            | 18 november 2011 | 3    | 5:00 | Atlantic City, NJ, USA |                                  |
| Förlust  | 12-8      | Sam Oropeza (USA)        | Submission (giljotin)     | Matrix Fights 5                      | 26 mars 2012     | 2    | 0:56 | Philadelphia, PN, USA  |                                  |
| Vinst    | 13-8      | Jesus Martinez (USA)     | TKO (slag)                | Bellator 68                          | 11 maj 2012      | 1    | 0:36 | Atlantic City, NJ, USA |                                  |
| Vinst    | 14-8      | Jason Louck (USA)        | KO (slag)                 | CFFC 17: Nsang vs. Louck             | 13 oktober 2012  | 1    | 2:30 | Dover, DE, USA         |                                  |
| NC       | 14-8 (1)  | Kyle Baker (USA)         | No Contest                | CFFC 23: La Nsang vs. Baker          | 13 april 2013    | 1    | 0:24 | Philadelphia, PN, USA  | [ a ]                            |
| Vinst    | 15-8 (1)  | Shedrick Goodridge (USA) | Submission (giljotin)     | CFFC 26: Sullivan vs. Martinez       | 17 augusti 2013  | 2    | 1:44 | Atlantic City, NJ, USA |                                  |
| Förlust  | 15-9 (1)  | Jonavin Webb (USA)       | TKO (knä)                 | CFFC 28: Brenneman vs. Baker         | 26 augusti 2013  | 2    | 2:41 | Atlantic City, NJ, USA |                                  |
| Vinst    | 16-9 (1)  | Mahmoud Salama (EGY)     | KO (slag)                 | ONE FC: Era of Champions             | 14 juni 2014     | 1    | 1:07 | Jakarta, Indonesien    |                                  |
| Vinst    | 17-9 (1)  | Mohamed Ali (EGY)        | Submission (giljotin)     | ONE FC: Union of Warriors            | 18 mars 2016     | 1    | 2:38 | Yangon, Myanmar        |                                  |
| Vinst    | 18-9 (1)  | Aleksei Butorin (RUS)    | Submission (armtriangel)  | ONE FC: Dynasty of Champions 6       | 2 juli 2016      | 2    | 1:57 | Hefei, Anhui, Kina     |                                  |
| Vinst    | 19-9 (1)  | Michal Pasternak (POL)   | Domslut (enhälligt)       | ONE FC: State of Warriors            | 7 oktober 2016   | 3    | 5:00 | Yangon, Myanmar        |                                  |
| Förlust  | 19-10 (1) | Vitaly Bigdash (RUS)     | Domslut (enhälligt)       | ONE FC: Quest for Power              | 14 januari 2017  | 5    | 5:00 | Jakarta, Indonesien    | För mellanviktstiteln            |
| Vinst    | 20-10 (1) | Vitaly Bigdash (RUS)     | Domslut (enhälligt)       | ONE FC: Light of a Nation            | 30 juni 2017     | 5    | 5:00 | Yangon, Myanmar        | Vann mellanviktstiteln           |
| Vinst    | 21-10 (1) | Alain Ngalani (CMR)      | Submission (giljotin)     | ONE FC: Hero's Dream                 | 3 november 2017  | 1    | 4:31 | Yangon, Myanmar        | Öppen viktklass                  |
| Vinst    | 22-10 (1) | Alexandre Machado (BRA)  | TKO (huvudspark och slag) | ONE FC: Quest for Gold               | 23 februari 2018 | 1    | 1:24 | Yangon, Myanmar        | Vann lätta tungviktstiteln       |
| Vinst    | 23-10 (1) | Ken Hasegawa (JPN)       | TKO (slag)                | ONE FC: Spirit of a Warrior          | 29 juni 2018     | 5    | 3:13 | Yangon, Myanmar        | Försvarade mellanviktstiteln     |
| Vinst    | 24-10 (1) | Mohammad Karaki (LEB)    | TKO (slag)                | ONE FC: Pursuit of Greatness         | 26 oktober 2018  | 1    | 2:21 | Yangon, Myanmar        | Försvarade mellanviktstiteln     |
| Vinst    | 25-10 (1) | Ken Hasegawa (JPN)       | TKO (slag)                | ONE FC: A New Era                    | 31 mars 2019     | 2    | 4:41 | Tokyo, Japan           | Försvarade mellanviktstiteln     |
| Vinst    | 26-10 (1) | Brandon Vera (PHL)       | TKO (slag)                | ONE FC: Century Part II              | 13 oktober 2019  | 2    | 3:23 | Tokyo, Japan           | Försvarade lätta tungviktstiteln |
| Förlust  | 26-11 (1) | Reinier de Ridder (NLD)  | Submission (rear-naked)   | ONE FC: Inside the Matrix            | 30 oktober 2020  | 1    | 3:26 | Kallang, Singapore     | Förlorade mellanviktstiteln      |

1. ↑  Ursprungligen en förlust för Nsang, men Baker testade positivt för doping och matchen ändrades till en No Contest[11]